# Dyskografia Nany Mizuki
Dyskografia Nany Mizuki – japońskiej seiyū i piosenkarki, obejmuje dwanaście albumów studyjnych, dwie kompilacje, 36 singli (w tym dwa kolaboracyjne), ponad 50 teledysków, dwadzieścia siedem wydań DVD oraz ponad 100 innych wydań.
Pierwszym wydawnictwem Mizuki jako piosenkarki był singel Girl’s Age wydany w 1998 roku jako „image song” fikcyjnej postaci Chisato Kadokury z serii gier wideo NOëL. Swój debiutancki singel Omoi wydała pod wytwórnią King Records 6 grudnia 2000 roku, po którym wydała dwa kolejne oraz pierwszy album studyjny supersonic girl w 2001 roku. Był on pierwszą płytą notowaną w japońskim rankingu Oricon osiągając nr 60 na listach. W ciągu następnych trzech lat artystka wydała trzy albumy zaczynając od MAGIC ATTRACTION (2002 r.) przez DREAM SKIPPER (2003 r.) oraz ALIVE & KICKING (2004 r.). Jednakże dopiero singel innocent starter jako pierwszy dotarł do listy Top 10 singli Oricon, osiągając nr 9.
W 2009 roku Nana Mizuki wydała swój siódmy album ULTIMATE DIAMOND, który sklasyfikował się na pierwszym miejscu tygodniowych list albumów Oricon. W 2010 roku dwudziesty pierwszy singel wydany przez piosenkarkę, PHANTOM MINDS, również zajął pierwsze miejsce na tygodniowej liście singli Oricon. Oba te sukcesy uczyniły ją pierwszą seiyū z singlem i albumem na szczycie tygodniowych list Oricon od jego powstania w 1968 roku.

## Albumy

### Albumy studyjne
| Rok  | Tytuł | Miejsce na Oricon | Sprzedaż | Certyfikaty RIAJ |
| ---- | --- | ----------------- | -------- | ---------------- |
| 2001 | supersonic girl - Wydany: 5 grudnia 2001 - Wytwórnia: King Records (KICS-931) - Format: CD                                                   | 60                | 5090     |                  |
| 2002 | MAGIC ATTRACTION - Wydany: 6 listopada 2002 - Wytwórnia: King Records (KICS-979) - Format: CD                                                | 21                | 22 051   |                  |
| 2003 | DREAM SKIPPER - Wydany: 27 listopada 2003 - Wytwórnia: King Records (KICS-1043) - Format: CD                                                 | 25                | 19 518   |                  |
| 2004 | ALIVE & KICKING - Wydany: 8 grudnia 2004 - Wytwórnia: King Records (KICS-1125) - Format: CD                                                  | 17                | 32 890   |                  |
| 2006 | HYBRID UNIVERSE - Wydany: 3 maja 2006 - Wytwórnia: King Records (KIZC-1–2) - Format: CD, CD+DVD                                              | 3                 | 51 430   |                  |
| 2007 | GREAT ACTIVITY - Wydany: 14 listopada 2007 - Wytwórnia: King Records (KICS-1339, KICS-91339) - Format: CD, CD+DVD                            | 2                 | 66 634   |                  |
| 2009 | ULTIMATE DIAMOND - Wydany: 3 czerwca 2009 - Wytwórnia: King Records (KICS-1470, KICS-91470) - Format: CD, CD+DVD                             | 1                 | 104 902  | JP: Złota        |
| 2010 | IMPACT EXCITER - Wydany: 7 lipca 2010 - Wytwórnia: King Records (KICS-1564, KICS-91564) - Format: CD, CD+DVD                                 | 2                 | 126 175  | JP: Złota        |
| 2012 | ROCKBOUND NEIGHBORS - Wydany: 12 grudnia 2012 - Wytwórnia: King Records (KICS-1847, KICS-91848, KICS-91847) - Format: CD, CD+DVD, CD+Blu-ray | 2                 | 123 591  | JP: Złota        |
| 2014 | SUPERNAL LIBERTY - Wydany: 16 kwietnia 2014 - Wytwórnia: King Records (KICS-3036, KICS-93037, KICS-93036) - Format: CD, CD+DVD, CD+Blu-ray   | 1                 | 100 244  | JP: Złota        |
| 2015 | SMASHING ANTHEMS - Wydany: 11 listopada 2015 - Wytwórnia: King Records (KICS-3297, KICS-93298, KICS-93297) - Format: CD, CD+DVD, CD+Blu-ray  | 2                 | 78 559   |                  |
| 2016 | NEOGENE CREATION - Wydany: 11 listopada 2015 - Wytwórnia: King Records (KICS-3456, KICS-93456, KICS-93457) - Format: CD, CD+DVD, CD+Blu-ray  | 2                 | 64 493   |                  |

### Kompilacje
| Rok  | Tytuł                                                                                        | miejsce na Oricon | Sprzedaż | Certyfikaty RIAJ |
| ---- | -------------------------------------------------------------------------------------------- | ----------------- | -------- | ---------------- |
| 2007 | THE MUSEUM - Wydany: 7 lutego 2007 - Wytwórnia: King Records (KIZC-3–4) - Format: CD, CD+DVD | 5                 | 66 828   | JP: Złota        |
| 2011 | THE MUSEUM II - Wydany: 23 listopada 2011 - Wytwórnia: King - Format: CD+BD, CD+DVD          | 3                 | 126 887  | JP: Złota        |

## Single
| 2000                                  | Omoi                                 | 184 |           | supersonic girl           |
| 2001                                  | Heaven Knows                         | –   |           | supersonic girl           |
| 2001                                  | The Place of Happiness               | –   |           | supersonic girl           |
| 2002                                  | LOVE & HISTORY                       | 49  |           | MAGIC ATTRACTION          |
| 2002                                  | POWER GATE                           | 50  |           | MAGIC ATTRACTION          |
| 2002                                  | suddenly ~Meguriaete~/Brilliant Star | 20  |           | MAGIC ATTRACTION          |
| 2003                                  | New Sensation                        | 20  |           | DREAM SKIPPER             |
| 2003                                  | still in the groove                  | 17  |           | DREAM SKIPPER             |
| 2004                                  | Panorama                             | 14  |           | ALIVE & KICKING           |
| 2004                                  | innocent starter                     | 9   |           | ALIVE & KICKING           |
| 2005                                  | WILD EYES                            | 13  |           | HYBRID UNIVERSE           |
| 2005                                  | ETERNAL BLAZE                        | 2   |           | HYBRID UNIVERSE           |
| 2006                                  | SUPER GENERATION                     | 6   |           | HYBRID UNIVERSE           |
| 2006                                  | Justice to Believe/Aoi Iro           | 4   |           | THE MUSEUM GREAT ACTIVITY |
| 2007                                  | SECRET AMBITION                      | 2   |           | GREAT ACTIVITY            |
| 2007                                  | MASSIVE WONDERS                      | 4   |           | GREAT ACTIVITY            |
| 2008                                  | STARCAMP EP                          | 5   |           | ULTIMATE DIAMOND          |
| 2008                                  | Trickster                            | 2   | JP: Złota | ULTIMATE DIAMOND          |
| 2009                                  | Shin’ai                              | 2   |           | ULTIMATE DIAMOND          |
| 2009                                  | Mugen                                | 3   |           | IMPACT EXCITER            |
| 2010                                  | PHANTOM MINDS                        | 1   | JP: Złota | IMPACT EXCITER            |
| 2010                                  | Silent Bible                         | 3   |           | IMPACT EXCITER            |
| 2011                                  | SCARLET KNIGHT                       | 2   | JP: Złota | THE MUSEUM II             |
| 2011                                  | POP MASTER                           | 3   |           | THE MUSEUM II             |
| 2011                                  | Junketsu Paradox                     | 3   |           | THE MUSEUM II             |
| 2012                                  | Synchrogazer                         | 2   |           | ROCKBOUND NEIGHBORS       |
| 2012                                  | TIME SPACE EP                        | 3   |           | ROCKBOUND NEIGHBORS       |
| 2012                                  | BRIGHT STREAM                        | 2   | JP: Złota | ROCKBOUND NEIGHBORS       |
| 2013                                  | Preserved Roses                      | 2   | JP: Złota |                           |
| 2013                                  | Vitalization                         | 3   |           | SUPERNAL LIBERTY          |
| 2013                                  | Kakumei Dualism                      | 2   |           |                           |
| 2014                                  | Kindan no Resistance                 | 5   |           | SMASHING ANTHEMS          |
| 2015                                  | Eden                                 | 2   |           | SMASHING ANTHEMS          |
| 2015                                  | Angel Blossom                        | 4   |           | SMASHING ANTHEMS          |
| 2015                                  | Exterminate                          | 3   |           | SMASHING ANTHEMS          |
| 2016                                  | STARTING NOW!                        | 3   |           | NEOGENE CREATION          |
| 2017                                  | Destiny’s Prelude                    | 3   |           | –                         |
| 2017                                  | TESTAMENT                            | 2   |           | –                         |
| „–” oznacza, że singel nie startował. |                                      |     |           |                           |

1. ↑  Zremiksowana wersja Justice to Believe została wydana w kompilacji THE MUSEUM, ale utwór Aoi Iro został wydany dopiero na płycie GREAT ACTIVITY.
2. 1 2  Single kolaboracyjne.

## DVD

### Kolekcje PV
| Rok                                            | Tytuł | Miejsce na Oricon | Miejsce na Oricon |
| Rok                                            | Tytuł | DVD               | Blu-ray           |
| ---------------------------------------------- | --- | ----------------- | ----------------- |
| 2003                                           | NANA CLIPS 1 - Wydany: 22 stycznia 2003 - Wytwórnia: King Records (KIBM-40) - Format: DVD                                 | 44                | –                 |
| 2004                                           | NANA CLIPS 2 - Wydany: 7 lipca 2004 - Wytwórnia: King Records (KIBM-68) - Format: DVD                                     | 21                | –                 |
| 2006                                           | NANA CLIPS 3 - Wydany: 18 stycznia 2006 - Wytwórnia: King Records (KIBM-103) - Format: DVD                                | 3                 | –                 |
| 2008                                           | NANA CLIPS 4 - Wydany: 2 czerwca 2008 - Wytwórnia: King Records (KIBM-170) - Format: DVD                                  | 3                 | –                 |
| 2010                                           | NANA CLIPS 5 - Wydany: 27 października 2010 - Wytwórnia: King Records (KIBM-258-259; KIXM-20) - Format: DVD, Blu-ray Disc | 6                 | 1                 |
| 2013                                           | NANA CLIPS 6 - Wydany: 11 grudnia 2013 - Wytwórnia: King Records (KIBM-383-384; KIXM-132) - Format: DVD, Blu-ray Disc     | 4                 |                   |
| 2016                                           | NANA CLIPS 7 - Wydany: 6 kwietnia 2016 - Wytwórnia: King Records (KIBM-558/9; KIXM-229) - Format: DVD, Blu-ray Disc       | 6                 |                   |
| „–” oznacza, że wydawnictwo nie było notowane. | |                   |                   |

### DVD koncertowe
| Rok  | Tytuł | miejsce na Oricon |
| ---- | --- | ----------------- |
| 2003 | NANA MIZUKI „LIVE ATTRACTION” THE DVD - Wydany: 26 marca 2003 - Wytwórnia: King Records (KIBM-44) - Format: DVD                                                                     | 30                |
| 2004 | NANA MIZUKI LIVE SKIPPER COUNTDOWN THE DVD and more - Wydany: 3 marca 2004 - Wytwórnia: King Records (KIBM-65–66) - Format: DVD                                                     | 16                |
| 2005 | NANA MIZUKI LIVE RAINBOW at BUDOUKAN - Wydany: 6 kwietnia 2005 - Wytwórnia: King Records (KIBM-82–83) - Format: DVD                                                                 | 17                |
| 2006 | NANA MIZUKI LIVEDOM-BIRTH- at BUDOKAN - Wydany: 21 czerwca2006 - Wytwórnia: King Records (KIBM-112–114) - Format: DVD                                                               | 13                |
| 2007 | NANA MIZUKI LIVE MUSEUM×UNIVERSE - Wydany: 6 czerwca 2007 - Wytwórnia: King Records (KIBM-140–143) - Format: DVD                                                                    | 5                 |
| 2008 | NANA MIZUKI LIVE FORMULA at SAITAMA SUPER ARENA - Wydany: 9 maja 2008 - Wytwórnia: King Records (KIBM-167–169) - Format: DVD                                                        | 4                 |
| 2008 | NANA MIZUKI LIVE FIGHTER -BLUE SIDE- - Wydany: 25 grudnia 2008 - Wytwórnia: King Records (KIBM-192–193) - Format: DVD                                                               | 18                |
| 2008 | NANA MIZUKI LIVE FIGHTER -RED SIDE- - Wydany: 25 grudnia 2008 - Wytwórnia: King Records (KIBM-194–195) - Format: DVD                                                                | 16                |
| 2008 | NANA MIZUKI LIVE FIGHTER -BLUE×RED SIDE- - Wydany: 25 grudnia 2008 - Wytwórnia: King Records (KIXM-1–2) - Format: Blu-ray Disc                                                      | 15                |
| 2009 | NANA MIZUKI LIVE DIAMOND×FEVER - Wydany: 23 grudnia 2009 - Wytwórnia: King Records (KIBM-221–225; KIXM-10-12) - Format: DVD, Blu-ray Disc                                           | 12                |
| 2010 | NANA MIZUKI LIVE GAMES×ACADEMY【RED】 - Wydany: 22 grudnia 2010 - Wytwórnia: King Records (KIBM-262-266; KIXM-22-23) - Format: DVD, Blu-ray Disc                                    | 27 (DVD) 2 (BD)   |
| 2010 | NANA MIZUKI LIVE GAMES×ACADEMY【BLUE】 - Wydany: 22 grudnia 2010 - Wytwórnia: King Records (KIBM-267-271; KIXM-24-25) - Format: DVD, Blu-ray Disc                                   | 26 (DVD) 1 (BD)   |
| 2011 | NANA MIZUKI LIVE GRACE -ORCHESTRA- - Wydany: 5 października 2011 - Wytwórnia: King Records (KIBM-291-292; KIXM-27) - Format: DVD, Blu-ray Disc                                      | 2 (DVD) 1 (BD)    |
| 2012 | NANA MIZUKI LIVE CASTLE×JOURNEY -QUEEN- - Wydany: 2 maja 2012 - Wytwórnia: King Records (KIBM-311-315; KIXM-54-55) - Format: DVD, Blu-ray Disc                                      | 5 (DVD) 1 (BD)    |
| 2012 | NANA MIZUKI LIVE CASTLE×JOURNEY -KING- - Wydany: 2 maja 2012 - Wytwórnia: King Records (KIBM-316-320; KIXM-56-57) - Format: DVD, Blu-ray Disc                                       | 6 (DVD) 2 (BD)    |
| 2013 | NANA MIZUKI LIVE GRACE -OPUS II-×UNION - Wydany: 1 maja 2013 - Wytwórnia: King Records (KIBM-352-355; KIXM-81-82) - Format: DVD, Blu-ray Disc                                       | 2 (DVD) 1 (BD)    |
| 2014 | NANA MIZUKI LIVE CIRCUS×CIRCUS+×WINTER FESTA - Wydany: 28 maja 2014 - Wytwórnia: King Records - Format: DVD, Blu-ray Disc                                                           | 5 (DVD) 2 (BD)    |
| 2015 | NANA MIZUKI LIVE FLIGHT×FLIGHT+ - Wydany: 14 stycznia 2015 - Wytwórnia: King Records - Format: DVD, Blu-ray Disc                                                                    | 5 (DVD) 1 (BD)    |
| 2015 | NANA MIZUKI LIVE THEATER -ACOUSTIC- - Wydany: 17 czerwca 2015 - Wytwórnia: King Records - Format: DVD, Blu-ray Disc                                                                 | 10 (DVD) 3 (BD)   |
| 2016 | NANA MIZUKI LIVE ADVENTURE - Wydany: 21 stycznia 2016 - Wytwórnia: King Records - Format: DVD, Blu-ray Disc                                                                         | 8 (DVD) 6 (BD)    |
| 2016 | NANA MIZUKI LIVE GALAXY -GENESIS- - Wydany: 14 września 2016 - Wytwórnia: King Records - Format: DVD, Blu-ray Disc                                                                  | 10 (DVD) 4 (BD)   |
| 2016 | NANA MIZUKI LIVE GALAXY -FRONTIER- - Wydany: 14 września 2016 - Wytwórnia: King Records - Format: DVD, Blu-ray Disc                                                                 | 9 (DVD) 3 (BD)    |
| 2017 | NANA MIZUKI LIVE PARK×MTV Unplugged: Nana Mizuki - Wydany: 8 marca 2017 - Wytwórnia: King Records - Format: DVD, Blu-ray Disc                                                       | 10 (DVD) 3 (BD)   |
| 2017 | NANA MIZUKI LIVE ZIPANGU x Izumo Taisha gohōnō kōen ~Gekka no utage~ - Wydany: 15 listopada 2017 - Wytwórnia: King Records (KIBM-676~681; KIXM-293~296) - Format: DVD, Blu-ray Disc |                   |

## Teledyski
- „Heaven Knows”
- „LOVE & HISTORY”
- „POWER GATE”
- „suddenly ~Meguriaete~”
- „Brilliant Star”
- „New Sensation”
- „still in the groove”
- „Koishiteru...”
- „What Cheer?”
- „Panorama”
- „Cherish”
- „innocent starter”
- „Miracle Flight”
- „WILD EYES”
- „ETERNAL BLAZE”
- „Rush & Dash!”
- „Super Generation”
- „Zankō no Gaia”
- „Justice to Believe”
- „Aoi Iro”
- „Crystal Letter”
- „SECRET AMBITION”
- „MASSIVE WONDERS”
- „Orchestral Fantasia”
- „Astrogation”
- „Cosmic Love”
- „Trickster”
- „Discotheque”
- „Shin’ai”
- „Etsuraku Camellia”
- „Mugen”
- „Phantom Minds”
- „Silent Bible”
- „Musterion”
- „July 7"
- „SCARLET KNIGHT”
- „POP MASTER”
- „Junketsu Paradox”
- „Synchrogazer”
- „METRO BAROQUE”
- „Bright Stream”
- „Lovely Fruit”
- „Vitalization”
- „Appasionato”
- „Kindan no Resistance”
- „Eden”
- „Angel Blossom”
- „Exterminate”
- „Super Man”
- „Pray”
- „STARTING NOW!”
- „Zettaiteki kōfukuron”
- „Destiny’s Prelude”
- „TESTAMENT”